# Germanes de la Consolació
Les Germanes de Nostra Senyora de la Consolació són una congregació religiosa femenina, institut de perfecció de dret pontifici, fundada per Santa Maria Rosa Molas i Vallvé en 1858 a Tortosa. Les seves germanes posposen al seu nom les inicials HNSC

## Història
Maria Rosa Molas i Vallvé era membre de la Corporació de Germanes de la Caritat, congregació reusenca vinculada a les Filles de la Caritat de Sant Vicenç de Paül, que treballava a la Casa de la Misericòrdia de Jesús (Tortosa). Molas, que en formava part de la congregació des del 1841, quan ingressà a la casa de Reus, va veure amb el temps la feblesa de l'espiritualitat de l'institut, allunyat de l'autoritat eclesiàstica i de les Filles de la Caritat. Intenta posar-hi remei i parla amb la superiora, Lluïsa Estivill, i altres germanes de Reus, però sense èxit.

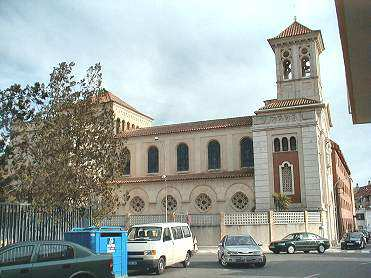
Casa Mare de la congregació, a L'EMD de Jesús (Tortosa)

En una situació que ella qualifica d'"orfandat espiritual", decideix, amb les dotze germanes de la corporació de Tortosa, demanar al bisbat tortosí ésser acollides, directament, al seu aixopluc; és el 14 de març de 1857. El vicari Ángelo Sancho ho accepta, desvinculant-se així de l'institut de Reus, donant l'aprovació diocesana el 6 d'abril de 1857. Molas fou nomenada superiora de les germanes de la Casa de Misericòrdia, que renoven els seus vots i obren el noviciat. Un any més tard, el 14 de novembre de 1858, prenen el nom de Congregació de Germanes de la Consolació, ja que "las obras en que de ordinario se ejercitan las hermanas se dirigen todas a consolar", constituint-se com a congregació religiosa amb constitucions i superiora diferenciades. A partir del 1871, la congregació es posa sota l'advocació de la Mare de Déu de la Consolació, prenent el nom actual de Germanes de Nostra Senyora de la Consolació.
Poc temps després, la congregació comença a ésser coneguda i a estendre's fora Tortosa. L'ajuntament de Castelló de la Plana en demana la presència i les germanes se'n fan càrrec de l'hospital en 1859, i de la Beneficència en 1860. Des del 1862, amb el suport del bisbe de Tortosa, Benet Villamitjana, es fan noves fundacions en llocs de la diòcesi, principalment escoles i hospitals: Móra d'Ebre (col·legi i internat, 1861), Ulldecona (1864, hospital i escola), Borriana (1867, hospital i escola), Vila-real (1867, hospital i escola), Vinaròs (1867, hospital), Roquetes (escola, 1871) i Benicarló (1876, col·legi).
El decretum laudis pontifici va rebre's el 2 d'octubre de 1888, i l'aprovació definitiva el 19 de juny de 1901; poc després, el 21 de gener de 1907, se n'aprovaren les constitucions.
A partir de 1924, la congregació s'estén fora d'Espanya: Veneçuela, Argentina, Brasil, Itàlia, Bèlgica i Portugal, i, des del 1973, a Corea del Sud, Burkina Faso, Moçambic, Togo i altres estats americans.

## Activitat i difusió
Les Germanes de la Consolació treballen en l'educació, l'assistència a malalts i a necessitats, fent treball social especialment amb els grups marginals.
En l'actualitat, està present a 17 països de quatre continents: Espanya, Itàlia, Portugal i Eslovàquia; Corea del Sud i Filipines a Àsia; Veneçuela, Argentina, Equador, Brasil, Xile, Mèxic, Bolívia i Perú; Burkina Faso, Togo, Moçambic i Costa d'Ivori.
En acabar 2005 la congregació tenia 717 religioses en 101 cases.
La branca laica, Laics Consolació, dins del Moviment Consolació per al Món, també treballa en aquests llocs en col·laboració amb la congregació.